# 7 Gold Sestarete
Sestarete è una emittente televisiva italiana a carattere regionale. Trasmette con il logo e i programmi di 7 Gold per l'Emilia Romagna. Fa parte del gruppo televisivo che comprende i canali Rete 8 VGA, Radio Italia Anni '60 Emilia Romagna, Punto Radio e Radio Sportiva, e che includeva anche Nuovarete.

## Storia
L'emittente nasce nel 1977 a San Benedetto Val di Sambro, in provincia di Bologna, per iniziativa di Luigi Ferretti. Nel 1982, Sestarete aderisce a Euro TV, nel 1987 a Italia 7, mandando pertanto in onda il programma cult della syndication Colpo grosso. Nel 1999 Ferretti con Giorgio Galante di Telepadova, e Giorgio Tacchino di Telecity creano Italia 7 Gold. Sestarete conserva la propria programmazione locale e propone anche la programmazione nazionale di 7 Gold. Insieme a Telecity, Telepadova e l'ultima arrivata TVR Teleitalia, Sestarete è una delle maggiori emittenti di co-produzione di Italia 7 Gold.

## Programmi
- Tg7 News Emilia Romagna
- Tg7 Sport Emilia Romagna
- Edicola Carlino
- Aria pulita Emilia Romagna
- Marche magazine
- Sport & Medicina
- Colazione con il vinile
- Dietro le quinte
- Quarto elemento
- Planet earth
- ERcole
- Girovagando
- Romagna in campo
- Alieni
- Car world
- 2 chiacchiere in cucina
- The Coach
- Diretta Stadio
- Stadio news
- Apericalcio
- Super-mercato
- Calcissimo
- Motorpad Tv
- Casalotto
- La natura dal campo alla tavola

## Frequenza di trasmissione DTT
Sestarete trasmette tramite DVB-T in Emilia-Romagna, eccetto provincia di Piacenza, e a Firenzuola all'LCN 12.

## Ascolti
7 Gold Sestarete da molti anni è una delle emittenti dell'Emilia Romagna con più ascolti in regione: è prima tra le locali nel 2013, primato che rinnova anche nel 2014, 2015, 2016 e 2017, mentre si posiziona al secondo posto nel 2018.